# Robert Plant
Robert Anthony Plant (West Bromwich (Staffordshire), 20 augustus 1948) is een Engelse rockzanger, vooral bekend als zanger van Led Zeppelin, maar ook om zijn succesvolle solocarrière. Hij staat bekend om zijn krachtige stijl, groot vocaal bereik en vaak mystieke teksten.
Plant werd geboren in West Bromwich, West Midlands, Engeland. Na het einde van Led Zeppelin in 1980 ging Plant verder als soloartiest. In 1984 bracht hij met de semi-band The Honeydrippers een mini-album uit: The Honeydrippers: Volume one met daarop de hit Sea of love. Hierop speelden onder andere ook Jimmy Page en Jeff Beck mee. Er is tot nog toe geen Volume two uitgebracht.
Voor de soundtrack van de film Wayne's World 2 leverde Plant in 1993 een nummer. In 2005 vormde Plant een nieuwe begeleidingsband (Strange Sensation) waarmee hij het album Mighty rearranger opnam.
Plant werkt nog regelmatig samen met Page. In december 2007 gaven de nog levende leden Robert Plant, Jimmy Page en John Paul Jones, aangevuld door Jason Bonham, de zoon van de oorspronkelijke in 1980 overleden drummer John Bonham, een eenmalig reünie-concert van Led Zeppelin in het Londense O2-theater. Dit was opgezet als een eerbetoon aan de eerder dat jaar overleden Atlantic-directeur Ahmet Ertegün. Hoewel het concert een doorslaand succes werd, heeft Robert Plant naderhand in een interview voor de BBC-radio laten weten dat er wat hem betreft geen Led Zeppelin reünie komt. Enerzijds omdat hij andere muzikale paden aan het bewandelen is, anderzijds omdat hij zich te oud voelt voor een uitputtende wereldtournee.
Wat die andere muzikale paden betreft: in 2007 werd samen met zangeres Alison Krauss de cd Raising Sand opgenomen. Dat bleek een doorslaand succes: het album werd door muziekrecensenten in lovende woorden beschreven, evenals de tournee die na het verschijnen van de cd volgde.
Een jaar later (eind december 2008), werd bekendgemaakt dat het Koningin Elizabeth II behaagd had Plant tot Commandeur in de Orde van het Britse Rijk te benoemen. Op 10 juli 2009 ontving Plant de versierselen van deze orde uit handen van Prins Charles.
Begin 2009 hebben luisteraars van het Britse digitale radiostation Planet Rock in een eenmalige verkiezing bepaald dat Robert Plant de beste stem in de geschiedenis van de rockmuziek heeft, waarmee hij Freddie Mercury en Paul Rodgers achter zich zou hebben gelaten.

## Discografie

### Albums
| Album met eventuele hitnotering(en) in de Nederlandse Album Top 100 | Datum van verschijnen | Datum van binnenkomst | Hoogste positie | Aantal weken | Opmerkingen               |
| ------------------------------------------------------------------- | --------------------- | --------------------- | --------------- | ------------ | ------------------------- |
| Pictures at eleven                                                  | 1982                  | 24-07-1982            | 39              | 7            |                           |
| The principle of moments                                            | 1983                  | 30-07-1983            | 2               | 20           |                           |
| Shaken 'n' stirred                                                  | 1985                  | 08-06-1985            | 44              | 6            |                           |
| Now and zen                                                         | 1988                  | 05-03-1988            | 26              | 6            |                           |
| Manic nirvana                                                       | 1990                  | -                     |                 |              |                           |
| Fate of nations                                                     | 1993                  | 12-06-1993            | 33              | 10           |                           |
| No Quarter: Jimmy Page and Robert Plant Unledded                    | 1994                  | 26-11-1994            | 28              | 14           | met Jimmy Page            |
| Walking into Clarksdale                                             | 1998                  | 02-05-1998            | 48              | 6            | met Jimmy Page            |
| Dreamland                                                           | 2002                  | -                     |                 |              |                           |
| Sixty six to Timbuktu - Best of                                     | 2003                  | -                     |                 |              | Verzamelalbum             |
| Mighty rearranger                                                   | 25-04-2005            | 14-05-2005            | 67              | 4            | met The Strange Sensation |
| Raising sand                                                        | 08-11-2007            | 27-10-2007            | 26              | 25           | met Alison Krauss         |
| Band of joy                                                         | 10-09-2010            | 18-09-2010            | 37              | 6            | met Band of Joy           |
| Carry Fire                                                          | 13-10-2017            | -                     |                 |              |                           |

| Album met hitnotering(en) in de Vlaamse Ultratop 200 albums | Datum van verschijnen | Datum van binnenkomst | Hoogste positie | Aantal weken | Opmerkingen                       |
| ----------------------------------------------------------- | --------------------- | --------------------- | --------------- | ------------ | --------------------------------- |
| Walking into Clarksdale                                     | 1998                  | 02-05-1998            | 27              | 2            | met Jimmy Page                    |
| Mighty rearranger                                           | 2005                  | 14-05-2005            | 29              | 6            | met The Strange Sensation         |
| Raising sand                                                | 2007                  | 03-11-2007            | 48              | 12           | met Alison Krauss                 |
| Band of Joy                                                 | 2010                  | 18-09-2010            | 6               | 8            | met Band of Joy                   |
| Lullaby and... the Ceaseless Roar                           | 2014                  | 08-09-2014            | -               |              | met The Sensational Spaceshifters |

### Singles
| Single met eventuele hitnotering(en) in de Nederlandse Top 40 | Datum van verschijnen | Datum van binnenkomst | Hoogste positie | Aantal weken | Opmerkingen                                          |
| ------------------------------------------------------------- | --------------------- | --------------------- | --------------- | ------------ | ---------------------------------------------------- |
| Big log                                                       | 1983                  | 03-09-1983            | 4               | 10           | #5 in de Nationale Hitparade / # 4 in de TROS Top 50 |
| Gallows pole                                                  | 1994                  | 24-12-1994            | tip20           | -            | met Jimmy Page                                       |

### NPO Radio 2 Top 2000
| Nummer met noteringen in de NPO Radio 2 Top 2000 | '99 | '00 | '01 | '02 | '03 | '04 | '05  | '06  | '07  | '08 | '09  | '10  | '11  | '12  | '13 | '14 | '15  | '16  | '17  | '18  | '19  | '20  | '21  | '22  | '23  | '24  |
| ------------------------------------------------ | --- | --- | --- | --- | --- | --- | ---- | ---- | ---- | --- | ---- | ---- | ---- | ---- | --- | --- | ---- | ---- | ---- | ---- | ---- | ---- | ---- | ---- | ---- | ---- |
| Big Log                                          | 469 | 486 | 490 | 615 | 648 | 835 | 1097 | 1192 | 1142 | 939 | 1042 | 1189 | 1021 | 1012 | 924 | 909 | 1064 | 1140 | 1230 | 1425 | 1333 | 1337 | 1306 | 1321 | 1476 | 1565 |

1. ↑  Een vetgedrukt getal geeft de hoogste notering aan.